# Kozma Lara
Kozma Lara (ur. 4 stycznia 1930 w Durrës, zm. 18 stycznia 2019 w Tiranie) – albański kompozytor.

## Życiorys
W dzieciństwie uczył się gry na fortepianie pod kierunkiem Tonina Guraziu. W 1954 ukończył szkołę artystyczną Jordan Misja w Tiranie. W 1958 rozpoczął studia w Konserwatorium Piotra Czajkowskiego w Moskwie, pod kierunkiem Siergieja Bałasaniana. Po zerwaniu stosunków albańsko-sowieckich w 1961 powrócił do kraju. Studia ukończył w Konserwatorium Państwowym, pod kierunkiem Çeska Zadei.
Zawodowo związany z Zespołem Artystycznym Armii Albańskiej (1950-1953), a następnie z Teatrem Opery i Baletu w Tiranie. Równolegle prowadził zajęcia w szkole artystycznej Mujo Ulqinaku w Durrës. Od 1964 związany zawodowo z Konserwatorium Państwowym w Tiranie, w którym kierował katedrą kompozycji i dyrygentury. W latach 1972-1978 był zatrudniony w Ministerstwie Kultury i Sztuki. W 1995 uzyskał tytuł profesora i do przejścia na emeryturę prowadził zajęcia dla studentów Uniwersytetu Sztuk w Tiranie. W latach 1992-1997 kierował sekcją albańską w Międzynarodowej Radzie Muzyki.
Dorobek kompozytorski Kozmy Lary obejmuje koncerty, sonaty, tańce, suity, pieśni, a także operetki i muzykę do baletu Fatosi Partizan.

## Wybrane utwory
- 1966: Koncert për piano dhe orkestër, I
- 1966: Skerco për flaut dhe piano
- 1967: Fatosi Partizan (balet)
- 1970: Koncert për piano dhe orkestër, II
- 1971: Koncert për violinë dhe orkestër
- 1972: Tri valle për orkestër simfonike
- 1975: Suitë orkestrale për fëmijë
- 1978: Valle për flaut dhe orkestër
- 1981: Suitë për flaut dhe piano, I
- 1982: Koncert për oboe dhe orkestër
- 1984: Koncert për piano dhe orkestër, III
- 1985: Suitë për flaut dhe piano, II
- 1986: Koncert për piano dhe orkestër, IV
- 1986: Rondo për violonçel dhe piano
- 1986: Suitë për flaut dhe piano
- 1988: Suitë për piano e orkestër
- 1991: Koncert për piano dhe orkestër, V
- 2000: Suitë orkestrale për harqe, në 3 kohë
- 2013: Meditim mbi një këngë popullore për violonçel dhe piano

## Nagrody i wyróżnienia
- 1985: Order Naima Frashëriego II klasy
- 1990: Tytuł Zasłużonego Artysty (Artist i Merituar)
- 2012: Tytuł Honorowego Obywatela Durrës